# Fixeur
Fixeur es una película de drama rumana de 2016 dirigida por Adrian Sitaru. Se proyectó en la sección Contemporary World Cinema del Festival Internacional de Cine de Toronto 2016. Fue seleccionada como la entrada rumana a la Mejor Película en Lengua Extranjera en los 90.ª Premios de la Academia, pero no fue nominada.

## Sinopsis
Un joven reportero sigue la historia de una prostituta menor de edad en estado de shock que regresa de París en Transilvania. Aunque primero fue impulsado por su ambición, comienza a cuestionar los límites morales del periodismo.

## Reparto
- Sorin Cocis
- Tudor Istodor como Radu- Fixeur
- Mehdi Nebbou como Axel
- Diana Spatarescu como Anca
- Adrian Titieni
- Andreea Vasile
- Nicolas Wanczycki como Serge